# كريستين تود ويتمان
كريستين تود ويتمان (بالإنجليزية: Christine Todd Whitman)‏ (ولدت في 26 سبتمبر 1946) هو سياسية ومؤلفة جمهورية أمريكية شغل منصب الحاكم الخمسين لولاية نيو جيرسي في الفترة من 1994 إلى 2001، وكانت مديرة وكالة حماية البيئة في إدارة الرئيس جورج دبليو بوش من عام 2001 إلى 2003. كانت أول حاكمة أنثى (والوحيدة حتى عام 2017) على ولاية نيوجيرسي.  كانت ثاني امرأة وأول امرأة جمهورية تهزم الحاكم الحالي في انتخابات عامة في الولايات المتحدة. وكانت أيضا أول امرأة جمهورية يعاد انتخابها حاكما.

## روابط خارجية
- كريستين تود ويتمان على موقع IMDb (الإنجليزية)
- كريستين تود ويتمان على موقع مونزينجر (الألمانية)
- كريستين تود ويتمان على موقع إن إن دي بي (الإنجليزية)